# Episoma
Un episoma és una unitat extracromosòmica replicant que funciona autònomament o amb un cromosoma. Pot integrar-se en un cromosoma de l'organisme que el duu, molts cops per un procés de recombinació. Els episomes més coneguts són els plasmidis.
Un d'aquests és el plasmidi-F, que li confereix al bacteri hoste la capacitat de formar el pili-F (o pili sexual) pel qual podrà transferir informació genètica a un altre bacteri, al que s'anomena episoma-F quan s'ha integrat dins del genoma del bacteri hoste. L'episoma és un plasmidi capaç d'existir ben integrat al cromosoma de l'hoste bacterià.
Els vectors de clonació de llevats YEP (Plasmidis episomals de llevats, també coneguts com a cromosomes artificials de llevat Yac) poden mantenir-se com a seqüències independents d'ADN sense integrar-se al genoma del llevat.